# Locardův princip výměny
Locardův princip výměny, známý také jako Locardova teorie, byl postulován forenzním vědcem Edmondem Locardem. Locard byl ředitelem první kriminální laboratoře ve francouzském Lyonu. Locardův princip výměny říká, že "s kontaktem mezi dvěma body bude probíhat výměna", protože každý kontakt zanechá stopu.
V podstatě je Locardův princip aplikován na místo činu, ve kterém je pachatel podezřelý ze spáchání trestného činu, přichází do kontaktu s prostředím, takže pachatel přinesl něco ze sebe na místo činu a odnesl si něco na sobě z místa činu. Kamkoliv šlápne, kdekoliv se dotkne, byť pak hned odejde, tyto činy budou sloužit proti němu. Nejen jeho otisky prstů či stopy, ale i jeho vlasy, vlákna z jeho oblečení, sklo které rozbije, předměty které zanechá, škrábance z kterých ukápne krev, i když by ji setřel, DNA stále zůstane. To jsou lidská selhání, která stačí najít, prozkoumat a pochopit je. Samozřejmostí je následná analýza. Takovéto úkony nás vždy dovedou k té správné osobě.